# Wilhelm Carstens
Wilhelm Emil Carstens (Hamburgo, 29 de enero de 1869-Hamburgo, 12 de febrero de 1941) fue un deportista alemán que compitió en remo. Participó en los Juegos Olímpicos de París 1900, obteniendo una medalla de bronce en la prueba de cuatro con timonel.

## Palmarés internacional
| Juegos Olímpicos | Juegos Olímpicos | Juegos Olímpicos  | Juegos Olímpicos   |
| Año              | Lugar            | Medalla           | Prueba             |
| ---------------- | ---------------- | ----------------- | ------------------ |
| 1900             | París (Francia)  | Medalla de bronce | Cuatro con timonel |